# Anzelm Polak

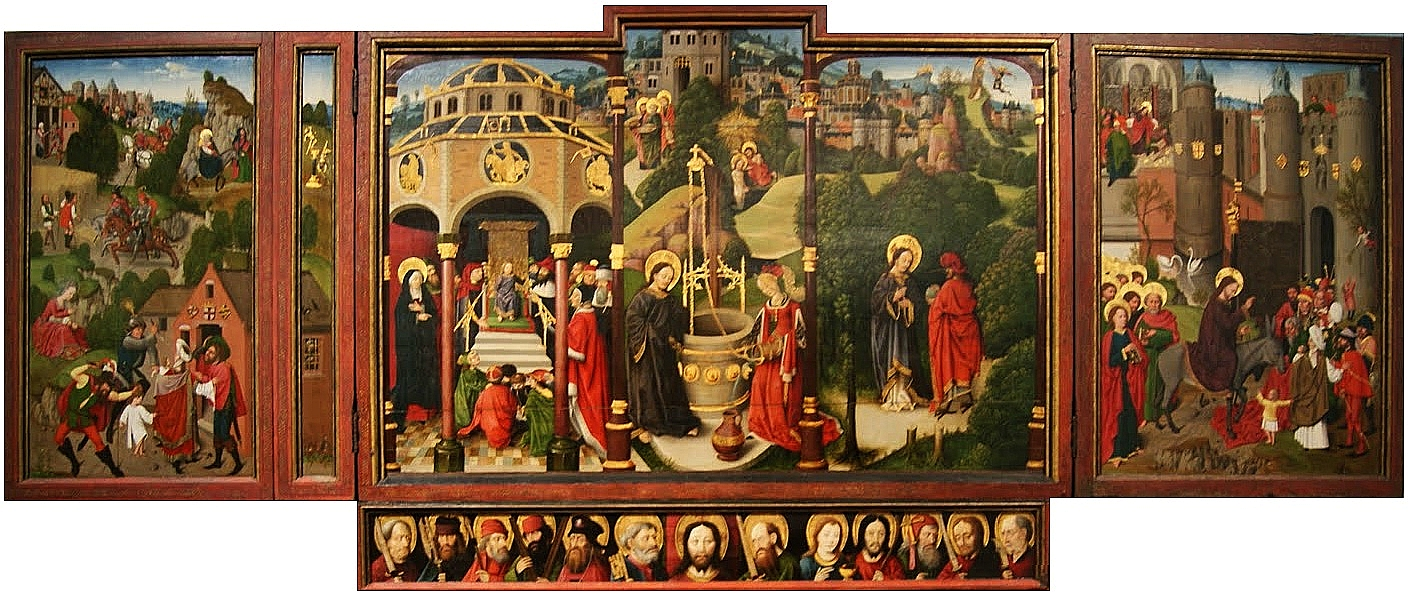
Une œuvre contemporaine sur Jérusalem: le Triptyque de Jérusalem, Gdansk, 1497-1500 env., Musée national de Varsovie.

Anzelm Polak, ou Anselme le Polonais, dit le Hiérosolymite, (mort en 1520) est un religieux bernardin, prêcheur et voyageur.
Moine bernardin à l'église du Saint-Sépulcre autour de 1507 - 1508. Il séjourne à Cracovie deux ans durant (1512-1513) et y devient connu pour son éloquence dans les prêches. Il est supérieur de la communauté des Bernardins à Poznań en 1517.

## Œuvre

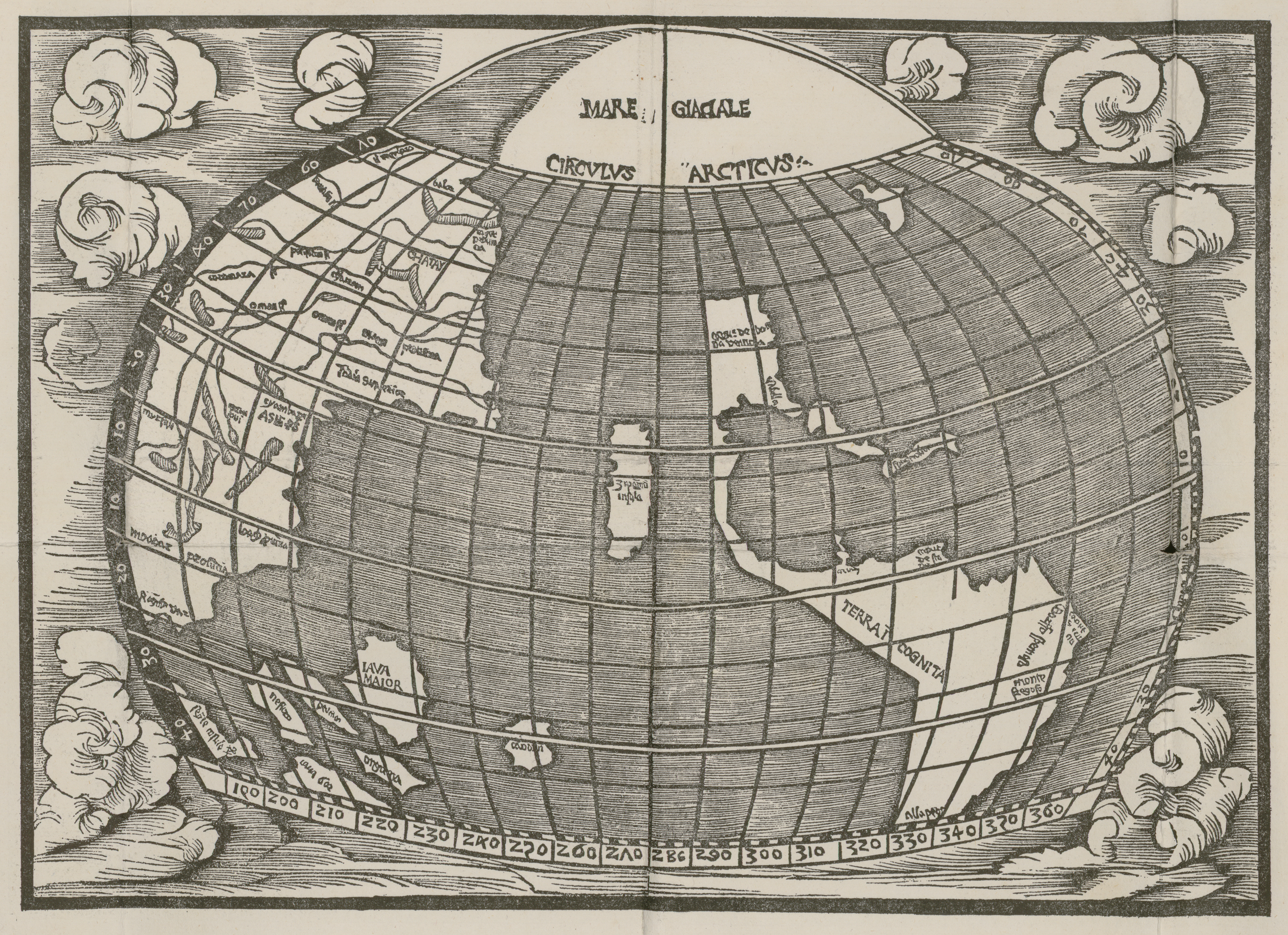
Illustration de la Cosmographie de Jan de Stobnica.

Il écrit en latin un récit de son séjour en Terre sainte et une description de Jérusalem. L'œuvre, intitulée Terrae sanctae et urbis Hierusalem descriptio fratris Anzelmi ordinis Minorum de observantia ("Description de la Terre sainte et de la ville de Jérusalem") est publié dans l'Introductio in Ptolomei Cosmographiam de Jan de Stobnica à Cracovie (1512, éd. F. Ungler).
Plusieurs éditions et traductions en sont tirées :
- Terrae sanctae et urbis Hierusalem descriptio fratris Anzelmi ordinis Minorum de observantia ("Description de la Terre sainte et de la ville de Jérusalem") in Jan de Stobnica, Introductio in Ptolomei Cosmographiam, F Ungler, Cracovie.
- Traduction en polonais de Rymsza, éd. J Karcan, Vilnius, 1595
- Traduction du polonais en russe au XVIIe s[1]. Les récits de voyages en russe de savants et religieux restaient rares en Russie alors. Le nom de l'auteur est Anselme de Cracovie (Ансельм Краковский)